# カクタス (芸能事務所)
株式会社カクタス（cactus Inc.）は、神奈川県川崎市麻生区にある芸能事務所。

## 概説
カクタスは2015年7月10日に設立された芸能プロダクションである。

## 関連会社
- 有限会社ブレス[1]
- 有限会社グリスト[1]

## 所属者
- ぼくもとさきこ
- 春風亭㐂いち
- クノ真季子
- 麻美
- ぎたろー
- 長谷川朝晴

## 過去に所属していたタレント
- 海東健
- トクナガクニハル
- 紫乃
- 木下ほうか
- 田中飄
- 片山友希
- 横山涼
- アベラヒデノブ
- 佐々木千惠